# Twin Famicom
Il Twin Famicom (in giapponese ツインファミコン, Tsuinn Famikon) è una console per videogiochi prodotta dalla Sharp Corporation nel 1986 e commercializzata solo in Giappone. È un prodotto con licenza Nintendo, che combina il Famicom e il Famicom Disk System in un unico hardware.

## Storia
Il primo modello di Twin Famicom (AN-500) fu messo in vendita a partire dal 1º luglio 1986, accompagnato da una intensa campagna pubblicitaria. La Hudson Soft. giocò una parte preponderante nella campagna di marketing, utilizzando la console nei tornei Hudson Caravan del 1986 e prestando la figura di Toshiyuki Takahashi (meglio conosciuto con il nome di Takahashi Meijin), dirigente di spicco della ditta famoso per le sue capacità videoludiche, per gli spot televisivi e per i volantini.
La particolarità della console risiedeva nell'includere il Family Computer e il Disk System in una singola macchina, senza la necessità del RAM Adapter o di batterie/alimentatore per il Disk System. Alternare tra Disk System e Famicom era molto semplice, grazie al selettore posto sulla parte superiore della console. Non era possibile usare il Disk System ed il Famicom a cartucce contemporaneamente.
Nel 1987 uscì il secondo e ultimo modello di Twin Famicom (AN-505), con un design ulteriormente revisionato.
La console sarà silenziosamente ritirata dal mercato nel 1988 in data incerta, dopo aver venduto un milione di unità circa; l'alto prezzo della console (32.000 Yen), più costosa di un Famicom (14.800 Yen) e di un Disk System (15.000 Yen) messi assieme, ne decretò lo scarso successo di vendite.

## Caratteristiche
A differenza del Famicom di Nintendo, il Twin Famicom optò per una connessione audio-video tramite RCA a discapito della connessione via antenna; questo era uno dei punti di forza della console, che poteva vantare una più ampia compatibilità con i nuovi televisori e una migliore risoluzione.
La console presentava quattro porte d'espansione, denominate A, B, C e D. La porta A faceva le veci della porta accessori collocata sul fronte di un Famicom classico, mentre la porta B era la stessa porta che si poteva trovare sul retro del RAM Adapter del Disk System. Le porte C e D invece erano presenti solo sul Twin Famicom, posizionate sul retro della console e coperte da uno sportello. Nonostante la gran quantità di porte progettate in vista di una futura espandibilità, solo la porta A fu utilizzata ufficialmente.
Anche la veste estetica della console sarà completamente rivista: La scocca si presentava con un design aggiornato e meno "giocattoloso" rispetto all'originale di Nintendo. Il primo modello presentava linee più tondeggianti, mentre il secondo modello optò per un design più squadrato. Altri piccoli accorgimenti furono l'allungamento dei cavi dei controller, che rimanevano però non removibili, l'aggiunta dei selettori "Turbo" per i tasti A e B, e l'aggiunta di un LED di stato sul pulsante di accensione.

## Modelli e accessori
Esistono due modelli differenti di Twin Famicom, entrambi disponibili in due variazioni di colore:
- AN-500-B (versione nera con dettagli rossi)
- AN-500-R (versione rossa con dettagli neri)
- AN-505-BK (versione nera con dettagli grigio/verdi)
- AN-505-RD (versione rossa con dettagli grigio/beige)

La console è compatibile con tutti degli accessori usciti per il Famicom. Nonostante questo Sharp commercializzò alcuni accessori a marchio Twin Famicom:
- UADP-0041CEZZ (alimentatore di ricambio, commercializzato dal 1º luglio 1986 al prezzo di 2,980 Yen)
- AN-58C (cavo antenna con modulatore RF, commercializzato dal 1º luglio 1986 al prezzo di 2,980 Yen. Compatibile con la linea di computer Sharp X1)
- VO-U42S (versione Sharp del Famicom 3D System di Nintendo. Identico a livello hardware, commercializzato il 21 ottobre 1987 al prezzo di 6.000 Yen)

Nel materiale pubblicitario si può notare anche un televisore da 14 pollici Sharp marchiato Twin Famicom, modello 14M-S50 B/R. Il televisore doveva essere disponibile in nero e rosso, e dotato di telecomando. Nonostante fosse presente nei volantini con tanto di prezzo (59.800 Yen) e con la dicitura "disponibile a breve", il televisore fu visto solo nelle competizioni Hudson Caravan nella sua versione rossa, e non fu mai reso disponibile per la vendita al dettaglio.